# Dibroom
Dibroom of moleculair broom (Br2) is de belangrijkste enkelvoudige stof van het element broom. Bij normale druk en temperatuur komt de stof voor als een giftige, roodbruine, sterk dampende vloeistof met een scherpe geur. De stof is erg vluchtig en bij kamertempatuur verdampen al grote hoeveelheden. De stof komt niet voor in de natuur doordat ze zeer reactief is en dus gemakkelijk chemische reacties aangaat met andere stoffen.

## Eigenschappen
Dibroom is minder reactief dan dichloor, maar reactiever dan di-jood. Dibroom kan vlot gereduceerd worden tot bromide en is dus een vrij sterke oxidator (E° = 1,07 V). Dibroom reageert gemakkelijk met de meeste metalen en metalloïden tot de corresponderende bromiden.
Dibroom reageert ook met organische verbindingen. Met bijvoorbeeld alkanen treedt radicaalsubstitutie op tot broomalkanen. Onder invloed van straling, splitst dibroom gemakkelijk in twee broom-radicalen. Met alkenen vindt elektrofiele additie tot dibroomalkanen plaats. Een voorbeeld hiervan is de synthese van 1,2-dibroomethaan uit etheen:
{\displaystyle {\ce {H2C=CH2 + Br2 -> C2H4Br2}}}
Dibroom kan gebruikt worden als indicator voor de aanwezigheid van dubbele bindingen, ontkleuring van een broomoplossing geeft aan dat een reactie heeft plaatsgevonden.
De reactie met organische onverzadigde verbindingen kan verklaard worden door de behoorlijke grootte van de molecule. De binding is makkelijk te breken, waardoor een positief, elektrofiel (Br+) en een negatief, nucleofiel (Br−) deeltje ontstaan. Behalve met alkanen en alkenen kunnen ook (geactiveerde) aromaten een reactie aangaan met dibroom: benzeen, fenolen en anilines reageren gemakkelijk. De reactie, een elektrofiele aromatische substitutie, verloopt gemakkelijk zonder katalysator. Hierbij ontstaan een organische broomverbinding en waterstofbromide (in gasvorm).
Dibroom is het enige niet-metaal dat vloeibaar is bij standaardtemperatuur en -druk. Onder deze omstandigheden verdampt het gemakkelijk. De roodbruine damp lijkt op stikstofdioxide, maar heeft een karakteristieke indringende geur. Broom is matig oplosbaar in water en goed oplosbaar in ethanol, di-ethylether, chloroform en koolstofdisulfide. Broom lost beter op in een oplossing van een ionisch bromide-zout, er wordt dan namelijk een bijzonder ion gevormd: Br3−.

## Synthese
Bromiderijk zeewater (bijvoorbeeld uit de Dode Zee) wordt gebruikt als grondstof voor de industriële bereiding van dibroom. Het zeewater wordt behandeld met chloorgas, waarbij het bromide wordt geoxideerd tot dibroom:
{\displaystyle {\ce {2Br- + Cl2 -> 2Cl- + Br2}}}
Kleine hoeveelheden dibroom kunnen in het lab worden bereid door de behandeling van vast natriumbromide met geconcentreerd zwavelzuur (H2SO4). In de eerste stap wordt het gas waterstofbromide (HBr) gevormd, maar een gedeelte van het HBr wordt onder deze omstandigheden door het zwavelzuur verder geoxideerd tot Br2 en zwaveldioxide (SO2):
{\displaystyle {\ce {NaBr + H2SO4 -> HBr + NaHSO4}}}
{\displaystyle {\ce {2HBr + H2SO4 -> Br2 + SO2 + 2H2O}}}
Toevoeging van een sterkere oxidator maakt de reactie efficiënter.
Vanwege de giftigheid van dibroom wordt het vaak in situ bereid door de behandeling van N-broomsuccinimide (NBS) met waterstofbromide. Het gevormde succinimide kan vaak worden afgefiltreerd.

## Toepassingen
Dibroom wordt gebruikt als grondstof voor het maken van broomhoudende verbindingen die in de (farmaceutische) industrie en landbouw worden toegepast. Vroeger werd broom bijvoorbeeld veel gebruikt voor het fabriceren van dibroometheen, een toevoeging aan loodhoudende brandstof. Vanwege de schadelijke effecten hiervan op het milieu wordt dit tegenwoordig vrijwel niet meer gebruikt.
Een bewerking van een organische stof met dibroom wordt ook wel een bromering genoemd. Veel broomverbindingen zijn op hun beurt een belangrijke grondstof voor de Grignard-reagentia of in andere synthesen (zoals elektrofiele additie aan alkenen). Vandaar dat dibroom in een organisch laboratorium een zeer belangrijke grondstof is.